# Kinkalidia robusta
Kinkalidia robusta är en insektsart som beskrevs av Sjöstedt 1931. Kinkalidia robusta ingår i släktet Kinkalidia och familjen gräshoppor. Inga underarter finns listade i Catalogue of Life.